# Eutermina
Eutermina là một chi bướm đêm thuộc họ Erebidae.